# De hemel van Hollywood
 De hemel van Hollywood  is een  roman van Leon de Winter. Het thema van het boek is de overgang van fictie in werkelijkheid als een filmscript tot leven komt. En in 2001 werd het boek daadwerkelijk verfilmd onder de titel The Hollywood Sign met als steracteurs Tom Berenger, Rod Steiger en Burt Reynolds. Leon de Winter schreef ook het scenario.

## Verhaal
Er zijn twee groepen hoofdpersonen.
1.	De acteurs.
- Tom Green. Acteur met Nederlandse wortels. Hij is geboren in 1954 te Den Haag als Thomas Petrus Maria Bergman de zoon van de ongehuwde 17-jarige Jannetje Bergman. Later meldt zijn natuurlijke vader Max Grünfeld zich, die hem een grote erfenis nalaat, die hij uiteindelijk weigert. Vlak voor het verhaal begint heeft hij wegens plagiaat bijna 7 maanden celstraf doorgemaakt in Maine.
- Jimmy Kage. Begaafd acteur die aan lagere wal is geraakt door een drankprobleem.
- Floyd Benson. Oscarwinnend acteur die bij moet klussen als elektricien om in zijn onderhoud te voorzien. Hij is van de drie acteurs nog het meest vermogend en bewoont een mooi huurhuis in Santa Monica. Zijn acterende dochter Heather heeft hem inmiddels overvleugeld. Hij heeft ernstige leverkanker.

2.	De casinomedewerkers, die verworden tot gangsters, na diefstal van 4 miljoen dollar van hun werkgever.
- Paula Carter, toevallig de ex-vriendin van Tom Green en het huidige liefje van Rodney. Zij verbindt de twee groepen hoofdpersonen aan elkaar. En er is meer. Zij is al acht jaar in het bezit van een zelfgeschreven filmscript dat ook Tom Green kent: Roof in het casino. Tegen hem zegt ze dan ook 8 jaar later letterlijk:
"Je weet wat ik doe. Ik dring mijn fictie aan de werkelijkheid op. Je kent het script."
- Rodney Diagicomo, ogenschijnlijk de leider van het groepje gangsters. De kluis met de 4 miljoen gestolen dollars staat in zijn huis aan de Whitley Avenue.
- Tino Rodriquez, gedoopt als Antonio Rolando Maria.. Hij wordt dood aangetroffen onder het Hollywood sign door de acteurs, die hem bewaren in de diepvriezer van Floyd. Hij is homoseksueel en woont samen met Paula Carter.
- Steve en Muscle, oftewel Steven Banelli en Mark Fredericks.

### Samenvatting
Het verhaal begint met een beschrijving uit een filmscript. Aan het eind van dit eerste deel wordt meegedeeld dat de kluis daadwerkelijk is leeggeroofd en dat dit plan twee weken eerder zijn beslag kreeg.
In het tweede deel komen Tom en Jimmy twee weken eerder op een begrafenis in contact met hun collega Floyd. Tom redt hem van een dodelijke val bij het Hollywood Sign en vrijwel onmiddellijk daarna vinden ze het dode lichaam van Tino. Floyd herkent hem en vertelt zijn twee collega’s een bizar verhaal. Bij het installeren van een beveiligingsinstallatie bij Rodney thuis zag hij Tino en koffers met heel veel geld.
De groep acteurs schijnen te twijfelen tussen het maken van een no-budget film met de dochter van Floyd als publiekstrekker of het stelen van het geld in de kluis van Rodney Diagicomo om uit de financiële zorgen te geraken. Ze besluiten tot het laatste. Ze luisteren de gesprekken af in het huis van Rodney. Ze geven zich na genoeg afluisterwerk uit voor leden van de plaatselijke politie en voeren de druk op met het gevonden lijk van Tino. Na hun vertrek krijgt Rodney ruzie met Steve en Muscle en schiet ze beiden dood. Paula is een dag eerder al uit het huis van Rodney vertrokken wegens een hoogzwangere vriendin. Tom spoort haar op en krijgt de kluissleutel. Ze zijn weer herenigd. Rodney wordt met een smoes uit zijn huis gelokt en de kluis wordt geopend en het geld gevonden. De argwanende Rodney keert echter terug en wordt door Jimmy doodgeschoten. Vervolgens vertrekken Tom, Jimmy, Floyd en Paula met het geld op een zeiltocht door de Caraïben. Uiteindelijk gaat eenieder zijn eigen weg, maar Tom en Paula blijven samen.
In deel drie komen we meer te weten over de achtergrond van Tom. Hij is katholiek gedoopt maar wordt door zijn natuurlijke vader Max Grünfeld herschapen als een besneden jood. Hij zag uiteindelijk af van zijn vaders erfenis van 130 miljoen Zwitserse francs. Aan het eind van deel 3 komt ook de FBI nog in actie. Ze vinden in Menton elf maanden later het totaal  verbrande lijk van een man met persoonlijke bezittingen die de politie terugleiden naar Tom Green. De politie heeft dan ook de drie lijken in het huis van Floyd al gevonden. Het verbeten onderzoek van de politie loopt dood. De lezer geraakt steeds meer in het besef dat andersluidende theorieën geen recht doen aan de werkelijkheid uit het filmscript.